# Национальный день гепарда в Иране

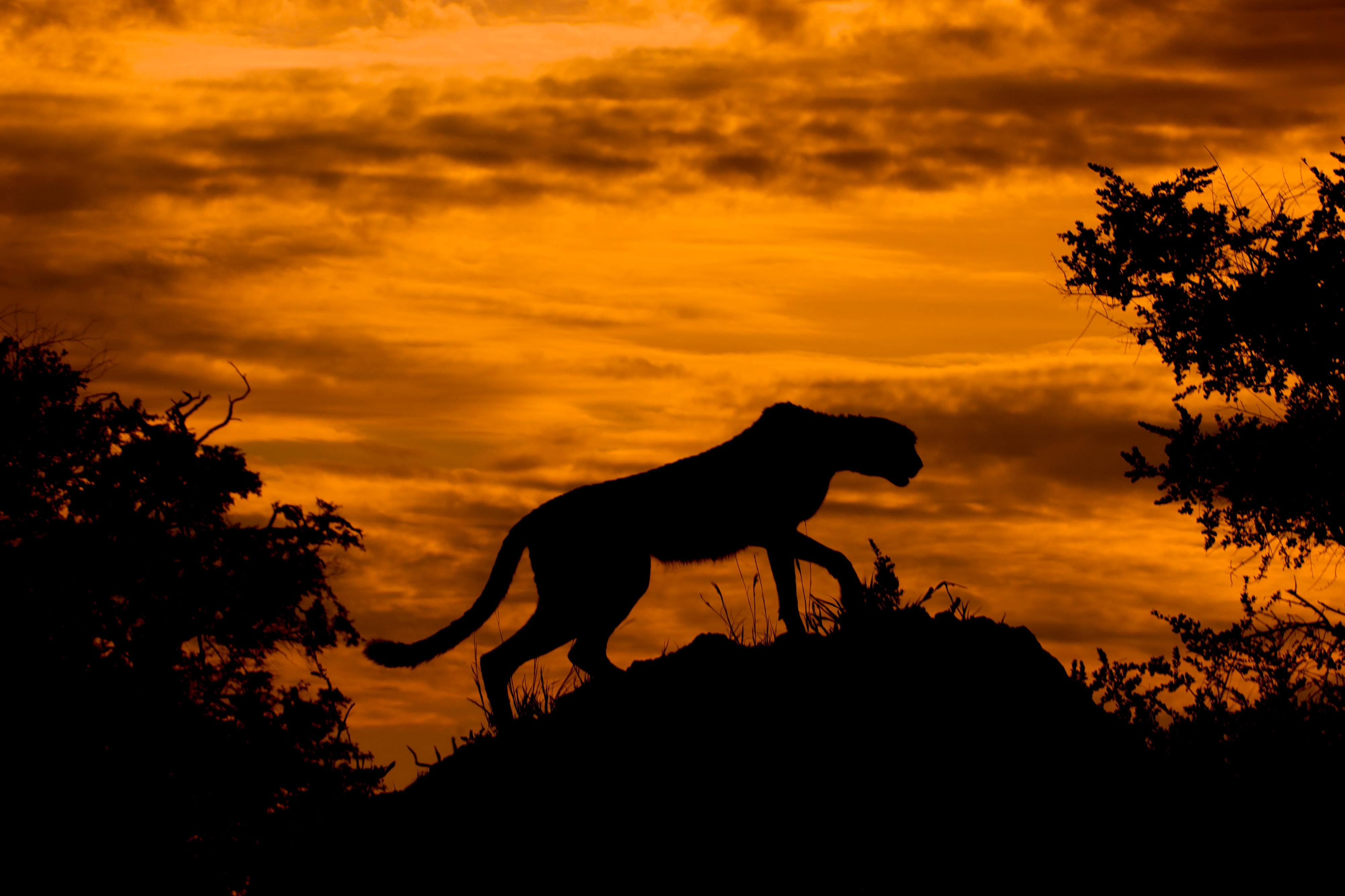
Гепард на закате

Национальный день гепарда (перс.  روز ملی یوزپلنگ‎) — памятная дата в Иране, которая ежегодно отмечается 30/31 августа (9 шахривара по иранскому календарю).

## История
31 августа 1994 года в округе Бафк, Йезд самка гепарда и три её детеныша направлялись к пальмовым рощам на водопой. Несколько браконьеров увидели семейство гепардов и решили умертвить животных. Мама-гепард отчаянно сражалась за жизнь своих детенышей. В конце концов, с помощью палок и камней браконьеры забрали детёнышей у мамы.
Один из свидетелей сразу же дал показания служащим департамента по охране окружающей среды округа Бафк. К тому моменту, как работники департамента приехали на место происшествия, один из гепардят был мертв. Двое других выжили, но были серьезно ранены. Для лечения их отправили в Йезд. Ещё один гепардёнок умер по дороге в больницу вследствие серьезной черепно-мозговой травмы.
В Йезде третьему гепардёнку была оказана первая ветеринарная помощь. Однако ветеринарная клиника провинции не располагала нужным оборудованием для лечения животного, и детёныш гепарда был экстренно перевезен в Тегеран для продолжения лечения. Гепардёнок выжил. Его назвали Мариетта. Впоследствии её состояние полностью восстановилось.
Как сообщают работники департамента по охране окружающей среды Бафка, самка гепарда осталась в живых. Её видели в том же районе — каждый день она приходила искать своих детенышей. Спустя неделю бесцельных поисков она пропала.
После восстановления Мариетту поместили в экологический парк Пардисан на северо-западе Тегерана. Спустя девять лет гепард умер. Даже несмотря на то, что Мариетта была спасена, она не смогла дать потомство — для неё не было пары. Так что спасение гепарда не смогло решить проблему исчезновения гепардов в Иране.

## Учреждение Национального дня гепарда
В 2007 году по инициативе Иранского общества гепардов 31 августа стало Национальным днем гепарда. Гепард является представителем одного из наиболее ценных видов животных, живущих в Иране; кроме того, данный вид находится под угрозой исчезновения.
Зоозащитники всего мира отмечают 31 августа, День спасения иранских гепардов, как Всемирный День охраны данного животного.

## Гепарды в Иране
Азиатский гепард — вымирающий вид, занесённый в Красную книгу. Азиатские гепарды (Asiatic Cheetah), которые когда-то жили на всей территории Азии, примерно 20 лет назад вымерли во всех регионах континента, кроме Ирана. На сегодняшний день гепарды данного подвида живут в пустынных районах Ирана, поэтому многие часто называют данный подвид «иранским гепардом». После амурского леопарда, особей которого в мире осталось лишь 30-40, иранский гепард — второй вид хищного млекопитающего семейства кошачьих, который находится под реальной угрозой исчезновения.
Половая зрелость иранского гепарда наступает примерно в возрасте 20 месяцев. Период беременности длится 95 дней, выводок составляет обычно 4-5 детенышей. Самка данного вида самостоятельно выбирает самца, из-за этого размножение иранского гепарда происходит крайне медленно.